# Liste der Monuments historiques in Goldbach-Altenbach
Die Liste der Monuments historiques in Goldbach-Altenbach führt die Monuments historiques in der französischen Gemeinde Goldbach-Altenbach auf.

## Liste der Bauwerke
| Bezeichnung      | Beschreibung                                                               | Standort                 | Kennzeichnung | Schutzstatus | Datum | Bild           |
| ---------------- | -------------------------------------------------------------------------- | ------------------------ | ------------- | ------------ | ----- | -------------- |
| Burg Freundstein | Ruine einer Höhenburg, zweite Hälfte des 13. Jahrhunderts, 1562 aufgegeben | östlich des Ortes (Lage) | PA00085432    | Classé       | 1922  | weitere Bilder |

## Liste der Objekte
| Bezeichnung | Beschreibung             | Standort                        | Kennzeichnung | Schutzstatus | Datum | Bild |
| ----------- | ------------------------ | ------------------------------- | ------------- | ------------ | ----- | ---- |
| Monstranz   | Messing, 15. Jahrhundert | in der Kirche St-Laurent (Lage) | PM68000070    | Classé       | 1978  |      |